# Papouasie-Nouvelle-Guinée aux Jeux olympiques d'été de 2020
La Papouasie-Nouvelle-Guinée participe aux Jeux olympiques d'été de 2020 à Tokyo. Lors de ses dix participations précédentes aux Jeux olympiques d'été, le pays n'a remporté aucune médaille.

## Athlètes engagés
| Sport         | Hommes | Femmes | Total |
| ------------- | ------ | ------ | ----- |
| Athlétisme    | 0      | 1      | 1     |
| Boxe          | 1      | 0      | 1     |
| Haltérophilie | 1      | 1      | 2     |
| Natation      | 1      | 1      | 2     |
| Voile         | 1      | 1      | 2     |
| Total         | 4      | 4      | 8     |

## Résultats

### Athlétisme
La Papouasie-Nouvelle-Guinée bénéficie d'une place attribuée au nom de l'universalité des Jeux. Rellie Kaputin dispute le saut en longueur féminin.
| Athlète        | Épreuve                  | Qualification | Qualification | Finale      | Finale   |
| Athlète        | Épreuve                  | Performance   | Rang          | Performance | Rang     |
| -------------- | ------------------------ | ------------- | ------------- | ----------- | -------- |
| Rellie Kaputin | Saut en longueur féminin | 6,40 m        | 19e           | Éliminée    | Éliminée |

### Boxe
| Athlète  | Catégorie              | 1/16e de finale     | 1/8e de finale      | Quart de finale     | Demi-finale         | Finale              | Rang    |
| Athlète  | Catégorie              | Adversaire Résultat | Adversaire Résultat | Adversaire Résultat | Adversaire Résultat | Adversaire Résultat | Rang    |
| -------- | ---------------------- | ------------------- | ------------------- | ------------------- | ------------------- | ------------------- | ------- |
| John Ume | Légers hommes (-63 kg) | Garside Défaite 0-5 | Éliminé             | Éliminé             | Éliminé             | Éliminé             | Éliminé |

### Haltérophilie
| Athlète    | Compétition           | Arraché  | Arraché | Épaulé-jeté | Épaulé-jeté | Total  | Rang |
| Athlète    | Compétition           | Résultat | Rang    | Résultat    | Rang        | Total  | Rang |
| ---------- | --------------------- | -------- | ------- | ----------- | ----------- | ------ | ---- |
| Morea Baru | Moins de 61 kg hommes | 118 kg   | 12e     | 147 kg      | 10e         | 265 kg | 10e  |
| Dika Toua  | Moins de 49 kg femmes | 72 kg    | 13e     | 95 kg       | 8e          | 167 kg | 10e  |

### Natation
| Athlète        | Épreuve                 | Série         | Série | Demi-finale | Demi-finale | Finale   | Finale   |
| Athlète        | Épreuve                 | Temps         | Rang  | Temps       | Rang        | Temps    | Rang     |
| -------------- | ----------------------- | ------------- | ----- | ----------- | ----------- | -------- | -------- |
| Ryan Maskelyne | 200 m brasse masculin   | 2 min 15 s 33 | 32e   | Éliminé     | Éliminé     | Éliminé  | Éliminé  |
| Judith Meauri  | 50 m nage libre féminin | 27 s 56       | 53e   | Éliminée    | Éliminée    | Éliminée | Éliminée |

### Voile
Deux athlètes, les frère et sœur Teariki Numa et Rose-Lee Numa, se sont qualifiés pour ces Jeux. Chacun a remporté une place aux épreuves de Laser lors de la compétition de qualification régionale océanienne à Melbourne en février 2020,.
| Athlète       | Compétition         | Régate | Régate | Régate | Régate | Régate | Régate | Régate | Régate | Régate | Régate | Régate | Total net | Rang final |
| Athlète       | Compétition         | 1      | 2      | 3      | 4      | 5      | 6      | 7      | 8      | 9      | 10     | CM     | Total net | Rang final |
| ------------- | ------------------- | ------ | ------ | ------ | ------ | ------ | ------ | ------ | ------ | ------ | ------ | ------ | --------- | ---------- |
| Teariki Numa  | Laser hommes        | (35)   | 35     | 35     | 35     | 35     | 34     | 32     | 34     | 34     | 32     | EL     | 306       | 35e        |
| Rose-Lee Numa | Laser Radial femmes | (44)   | 42     | 40     | 44     | 40     | 39     | 38     | 43     | 44     | 43     | EL     | 373       | 44e        |